# Aglaia yzermannii
Espèce
Synonymes
- Aglaia ijzermannii Boerl. & Koord. (préféré par NCBI)[1]
- Aglaia salicifolia Ridl.[2]
- Aglaia yzermannii Boerl. & Koord.[2]
- Aglaia yzermannii[1]

Statut de conservation UICN

 VU D2 : Vulnérable
Aglaia yzermannii est une espèce de plantes de la famille des Meliaceae.

## Publication originale
- Icones Bogorienses t. 87. 1901.